# سیزو فوکوموتو
سیزو فوکوموتو (انگلیسی: Seizō Fukumoto; ۳ فوریهٔ ۱۹۴۳ – ۱ ژانویهٔ ۲۰۲۱) بازیگر، و بازیگر تلویزیون اهل ژاپن بود.
از فیلم‌ها یا برنامه‌های تلویزیونی که وی در آن نقش داشته‌است می‌توان به آخرین سامورایی، زودباور، و حلول سامورایی اشاره کرد.